# Arnaldo da Villanova
Arnaldo da Villanova (Valencia o Villeneuve-lès-Maguelone, 1240 – Genova, 1312 o 1313) è stato un medico e scrittore di opere a tema religioso in catalano del XIV secolo.  Culturalmente molto vicino al francescanesimo spirituale, fu un personaggio influente nelle corti europee all'inizio del XIV secolo, consigliere del re d'Aragona, del papa e del re di Sicilia. Subito dopo la sua morte, la sua personalità e studi gli conferirono fama di alchimista e mago.

## Biografia

### Gioventù
La vita di Arnaldo da Villanova (Arnaud de Villeneuve), detto il Catalano, è tuttora avvolta nell'oscurità. Le informazioni e i dati riguardanti la sua vita sono piuttosto scarse.
Nacque intorno al 1240, nel borgo di Villeneuve-lès-Maguelone o molto più probabilmente in un villaggio ora inglobato nella città di Valencia, Vilanova del Grau. Intraprese gli studi classici presso Aix-en-Provence, quindi si trasferì a Montpellier per studiare medicina. Terminò i suoi studi a Parigi, dove si laureò verso il 1270.
A Parigi ebbe la possibilità di seguire i corsi di Alberto Magno, dalle cui opere nacque il suo interesse per l'alchimia.
Successivamente Arnaldo viaggiò molto al fine i perfezionare i propri studi di medicina, visitando diverse scuole e Università italiane, tra cui quelle di Bologna, Firenze, Perugia e Roma. Si recò a studiare anche a Napoli e a Salerno, presso la famosa Scuola Medica Salernitana, dove era stato redatto il "Regimen Sanitatis Salernitanum", il più consultato testo di medicina del Medioevo del quale Arnaldo scrisse anche un commento.
Tornato in Francia, esercitò la professione di medico in diverse località, stabilendosi infine a Parigi dove rimase per diversi anni. Qui incontrò Raimondo Lullo, futuro grande alchimista, che divenne suo discepolo.

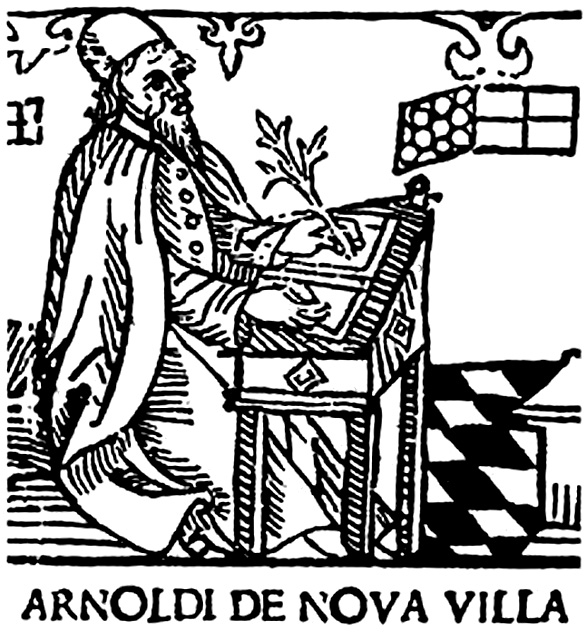
Arnaldo da Villanova

### Alla corte di Aragona
Si recò poi alla corte del re aragonese Pietro il Grande, visitò diverse città della Penisola iberica, come Barcellona, Valencia, Tarragona e Madrid. Non dimenticò di recarsi a Toledo, città che all'epoca era un famoso punto d'incontro tra ermetisti provenienti da tutta Europa.
A Barcellona ebbe modo di apprendere la lingua araba ed ebraica (suo maestro di ebraico fu il domenicano Raimondo Martí) e di allargare i suoi studi, interessandosi sempre di più alla religione e alla politica. Nel 1286 Arnaldo già insegnava nello Studium di Barcellona e nello stesso periodo scriveva diverse opere a sfondo escatologico.
Divenne medico e consigliere di Giacomo II d'Aragona, figlio di Pietro il Grande, esercitando la sua influenza nelle decisioni politiche riguardanti la Corona d'Aragona, la Francia e l'Italia.
Inviato nel 1301 da Giacomo II a Re Filippo IV di Francia, fu arrestato appena giunto a Parigi, per delle affermazioni giudicate sospette contro la teologia scolastica, contenute nei suoi libri. Appellatosi a Filippo IV e a Bonifacio VIII, fu liberato ed ottenne di poter lasciare la Francia.

### Il viaggio in Italia

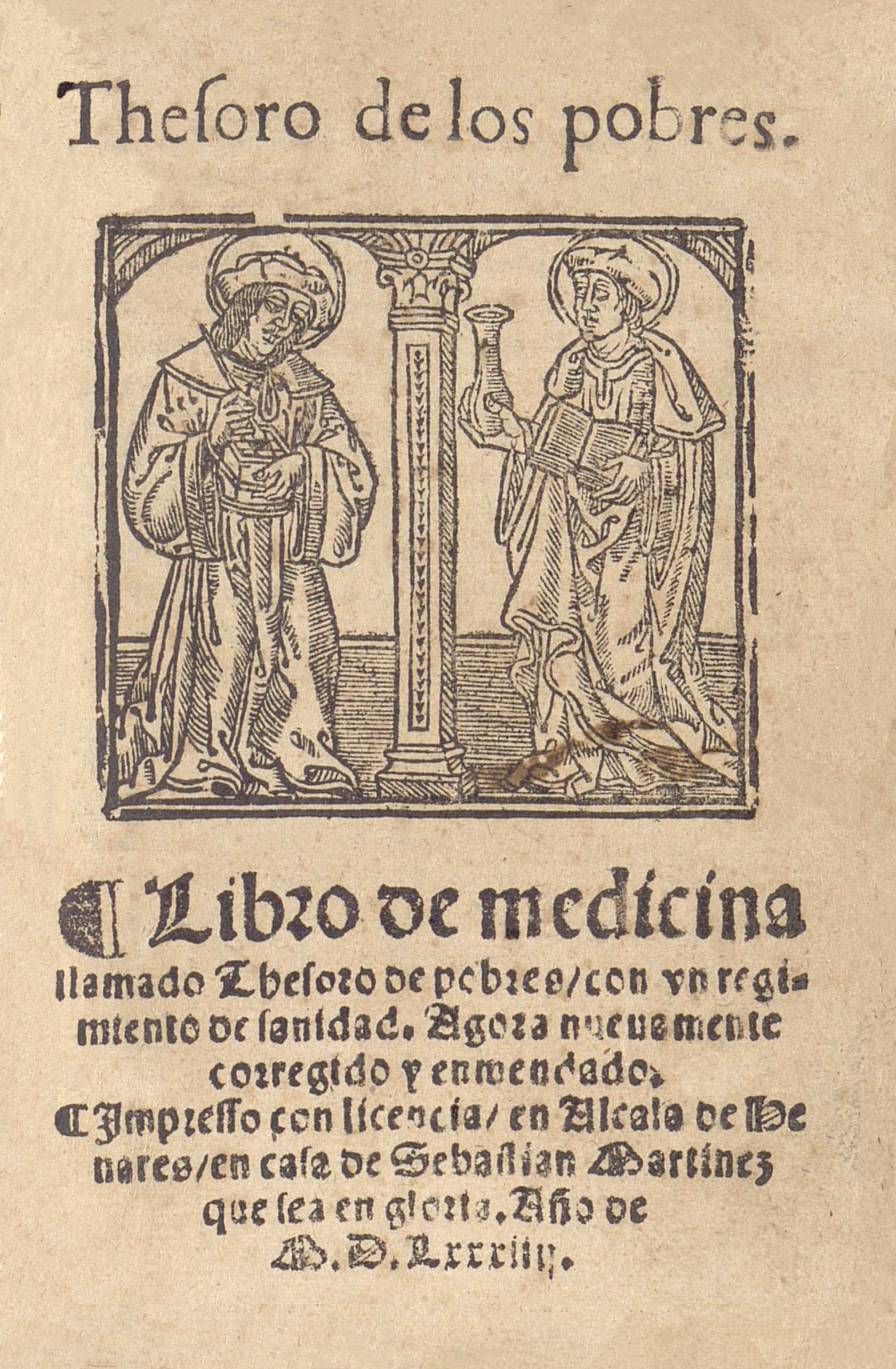
Thesoro de los pobres (1584).

Venuto in Italia, seppe farsi apprezzare come medico anche da papa Bonifacio VIII (a cui fornì le sue cure contro i calcoli renali) che si mostrò con lui molto tollerante. Tuttavia, nonostante le simpatie del Papa, subì ugualmente condanne e carcere, a Roma e a Perugia.
Rifugiatosi in Sicilia, alla corte di Federico III d'Aragona, Arnaldo scrisse l'opuscolo De Cymbalis Ecclesia, dove fece professione di fede e di obbedienza al Papa per ingraziarselo. Si narra che proprio di fronte a Bonifacio VIII, Arnaldo compì una delle sue prime trasmutazioni pubbliche, a dimostrazione del suo sapere, ottenendo verghe d'oro purissimo.
I suoi rapporti con il Papato migliorarono con il successore di Bonifacio VIII, Benedetto XI, che fu Papa dal 1303 al 1304, e con il successore di questi, Clemente V, eletto nel 1305 per volontà del Re di Francia.
Clemente V favorì gli studi di medicina e di lingue orientali, istituendo cattedre universitarie e promulgando editti. Si fece però artefice e responsabile, insieme a Filippo IV, della distruzione e della spoliazione dei beni dell'Ordine del Tempio.

### L'inquisizione
Nel 1305 l'Inquisizione nei territori della Catalogna proibì la lettura dei libri di Arnaldo, che spaziavano dalla medicina all'astrologia, dalla teologia all'alchimia. In essi, con uno spirito apocalittico, egli prevedeva per la metà del XIV secolo la fine dell'era presente e la venuta dell'anticristo.
Arnaldo fu chiamato ad esporre le sue teorie di fronte al Sacro Collegio riunito ad Avignone; in questa occasione si espresse contro i governi temporali, rompendo definitivamente ogni rapporto con Giacomo II, del quale, fino a quel momento, era stato medico e consigliere.
In Francia, Arnaldo riorganizzò gli studi della Scuola di Montpellier, di cui divenne rettore e professore. Qui, nel 1309, secondo un programma sanzionato da una bolla di papa Clemente V, pose le basi che trasformarono questa Scuola in Università e compose vari testi medici, diventando famoso per le sue polemiche contro la medicina araba e galenica e opponendo alla cultura dei libri l'esperienza pratica.
Anche Clemente V apprezzò personalmente le sue qualità di medico, mostrandosi anche interessato alle sue opere alchemiche (interesse che fu già di Bonifacio VIII).

### Gli ultimi anni

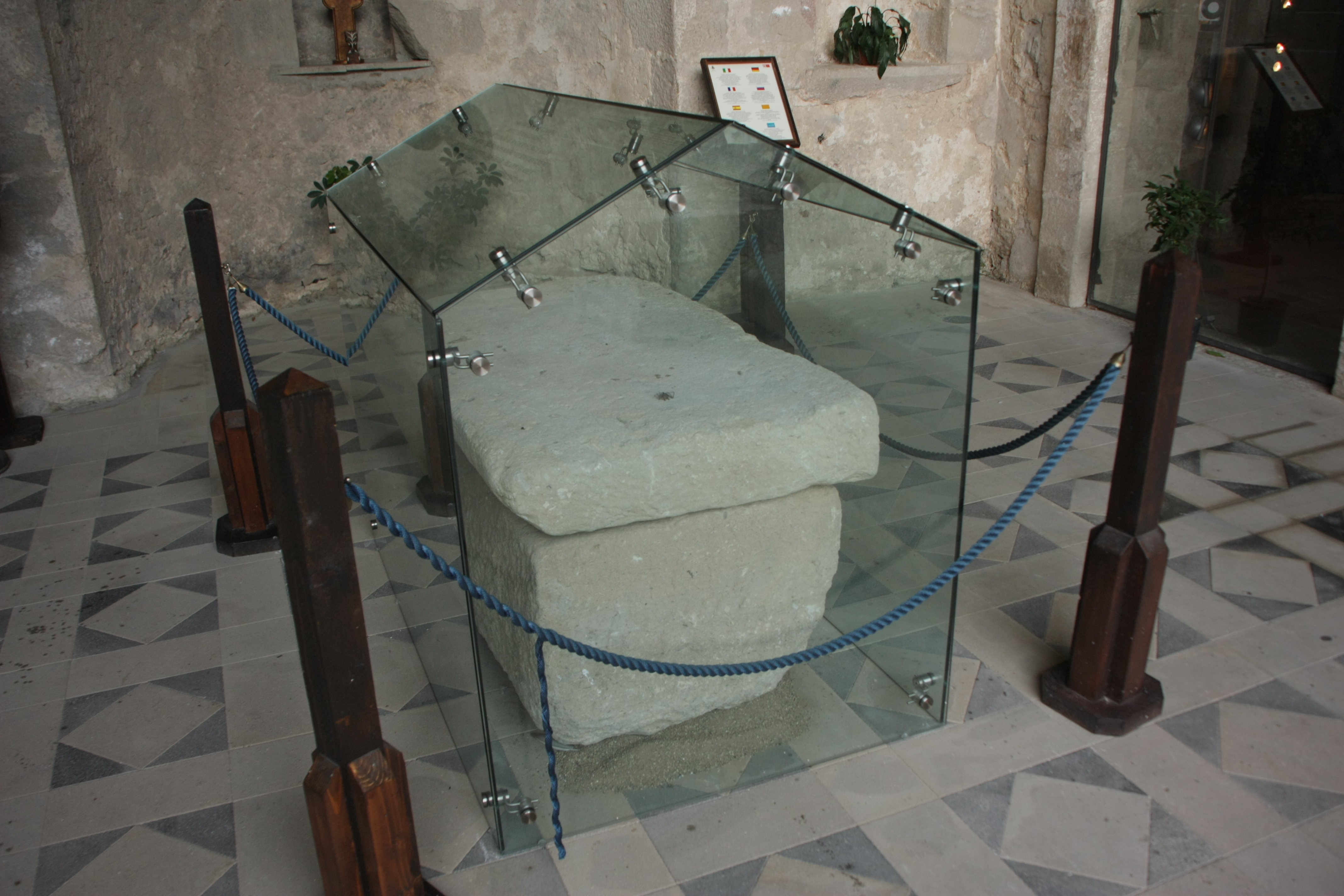
Il sepolcro in pietra all'interno della cappella del Castello di Montalbano Elicona.

Lasciata la Francia, Arnaldo fece ritorno in Sicilia alla corte di Federico III e si recò forse persino in Africa. Per conto di Federico svolse numerosi incarichi e missioni diplomatiche, recandosi spesso a Palermo, Parigi e Avignone. Fu durante uno di questi viaggi verso Avignone che Arnaldo morì in mare presso Genova, nel 1312 o nel 1313.
Dopo la sua morte, nel 1316 i suoi libri furono confiscati e bruciati dall'Inquisizione di Tarragona.

## La tomba
Subito dopo la sua morte si sono perse le tracce del corpo per diversi secoli. Nel 1969 scavando al centro della cappella del Castello di Montalbano Elicona dove aveva soggiornato più volte, venne ritrovato il sepolcro in pietra. Bisogna attendere il 7 maggio 2015, in occasione del 1º Convegno Internazionale di Studio su Arnaldo da Villanova per inaugurare la tomba e consentire agli appassionati di visitare i resti.

## Opere alchemiche

Raccolta delle opere di Arnaldo da Villanova

Gli sono state attribuite molte opere alchemiche (Michela Pereira dà un elenco di 52 titoli), ma Antoine Calvet ha dimostrato che nessuna di queste opere può essere attribuita con certezza ad Arnaldo da Villanova.
- Flos Florum (Libro del Perfetto Magistero, Sear 1986)
- Epistola Super Alchimia (Lettera sull'Alchimia al Re di Napoli, Sear 1986)
- Novum Lumen
- Rosarium philosophorum
- Domande sull'Essenza e sull'Accidente
- Lo Specchio dell'Alchimia
- Carmen
- Semita Semitae
- Testamento
- La Practica (Breviarium Librorum Alchemiae)
- De Decotione
- Thesaurus pauperum (volgarizzamento in siciliano)
- A Lione tra il 1520 e il 1532, e a Basilea tra 1585 e il 1699, fu pubblicata l'Opera Omnia Arnoldi de Villanova.

Risorse on line
- Opere di Arnaud de Villeneve su Gallica, la biblioteca digitale della Biblioteca nazionale di Francia.